# Stut (ätt)
Stut var ett efternamn som bars av svenska och finländska personer, vilka flera varit medlemmar av släkten Stut från Finland under medeltiden. Släkten som helhet har oklar frälsestatus och utdog innan Sveriges Riddarhus grundades 1625, varför den aldrig introducerades där som adelsätt.
Vapen: Kluven, höger halvt oxhuvud, vänster halv lilja

## Etymologi
Binamnet Stut är i äldre svenska beteckningen för en ung kastrerad hane av nötkreatur (kallas idag oxe), men kan under medeltiden ha haft en annan innebörd i formen ungtjur, eller aggressiv tjur som har fått sina horn avtrubbade. Birgitta Lindgren på Svenska språknämnden skriver att ”Stut” kommer från ett gammalt fornnordiskt ord som betyder avtrubbat, avhugget, vilket ju är lämpligt för en kastrerad tjurkalv,  vilket bekräftas i artikel om Stut i Elof Hellquist, Svensk etymologisk ordbok (första upplagan, 1922) där betydelsen varierar från ung oxe eller tjur, till den trubbiga ändan av ett horn, något avstubbat eller avtrubbat, ett djur med avtrubbat horn, ibland nedsättande om personer, som gubbstut. Ordet förekommer i flera fornnordiska språk, som isländska.
Flera personer med detta namn har fört vapen och med tydlighet haft frälsestatus, men släkten Stut är inte upptagen av Jully Ramsay i Frälsesläkter i Finland intill stora ofreden, och nämns inte heller i boken Finlands medeltida frälse och 1500-talets adel av Eric Anthoni. 

## Utvalda personer ur ätten
- Gregers, eller Gregorius Stut, förde ett vapen med halvt oxhuvud och i vänster fält något som tidigare tolkats som en orm. Gregorius Stut var slottsfogde i biskopslottet i Kustö nära Åbo år 1412.[3] I arkivet Diplomatarium Fennicum finns han omnämnd i ett dokument där han utfärdar passbrev för köpmannen Hans Eyst för tillärnad färd till Reval eller Riga.[4]
- Anund Stut (död  15 november 1396), svensk frälseman och häradshövding i Våla härad.[5]

## Personer med namnet Stut men oklar släkttillhörighet
- Erland Stut, pantsatte före 1416 gården Viggsjö (Agunnaryds socken, Sunnerbo härad i Finnveden) till Magnus Nilsson (sparre) (möjligen feltolkad sparre, kan då möjligen vara väpnaren Magnus Nilsson av Yxtaätten), som samma år sålde den till Karl Nilsson. Huvudgårdar och herravälden En studie av småländsk medeltid Hansson, Martin
- Olof Stut. Enligt några bevarade räkenskaper från 1430-talets början utbetalades då pengar till Olof Stut, som »timrade stadens skepp».[6]
- Johan Stut, nämnd 1519, då kaniken Hans Petri 14.8.1519 skrev till köpmannen Herman Bremer i Lübeck att så snart det åter blir fred skulle Hans Petri översända Bremer vad han själv, Johan Stut och Jakob Wenne var skyldiga. [7]
- Mats Stut. Ingegärd Persdotter blev i sitt giftermål med Mats Stut anmoder för den stora släkten Liljevalch från Vallerstad i Kärda socken med grenar i Voxtorp[särskiljning behövs], Jönköping och Eksjö. Omnämnd med två barn av Gunnar Tonnquist i Abjörn Gisasons troliga härstamning från Jöns Abjönson och Gise van Helpten.[8]

1. dotter, gift med Sven.[8]
2. Sonen Per Brodde Stut i Vallerstad.[8]

## Oklarheter
Det har uppgetts att över 20 personer vid namnet Stut är nämnda i Finland under medeltiden och 1500-talet, utan klart samband med varandra, eller släkttillhörighet.

## Övrigt
- Otto Thorbjörnsson Stut är en fiktiv person från romanen Engelbrekt Engelbrektsson av Carl Georg Starbäck.